# 黃雅慧
黃雅慧（英語：Kea Wong）是一位加拿大籍華裔演員，曾演出於《超時空少女》（Zenon, Girl of the 21st Century）及《X戰警》系列。
她在2011年與電影監製傑克·邁爾斯(其手足為曾獲黃金時段艾美獎最佳喜劇獎提名的電視節目製作人亨利·阿隆索·邁爾斯)結婚。

## 主要演出
- 《X戰警：最後戰役》(2006年) (Jubilation Lee / Jubileu)
- 《X戰警2》(2003年) (Jubilation Lee / Jubileu)[3]
- 《超時空少女》(1999年) (Geema)
- 《魔女薩賓娜（英语：Sabrina the Teenage Witch (film)）》(1996年) (Fran)[1][4][5][6][7]

## 連結
- 黃雅慧在互联网电影资料库（IMDb）上的資料（英文）
- Kea Wong （页面存档备份，存于）在TV.com上的資料
- Kea Wong （页面存档备份，存于）在hotflick.net上的資料
- Kea Wong在filmiwiki上的資料